# Кожевников, Матвей Львович
Матвей Львович Кожевников (1805—приблизительно 1858) — российский государственный деятель.

## Биография
Родился в семье действительного статского советника Льва Александровича Кожевникова, бывшего на различных постах государственной службы (в частности в 1802—1803 гг. вице-губернатор Олонецкой губернии, в 1807—1812 гг. — губернатор Астраханской губернии).
В 1838—1839 годах был вице-губернатором Псковской губернии.
Матвей Кожевников — участник Хивинского похода 1839 года, затем в 1839—1845 годах наказный атаман Уральского казачьего войска, имел чин генерал-майора. Атаманом Кожевниковым в Уральске в 1840 году заложен старейший во всём Казахстане городской парк (Казённый сад). В его атаманство произошёл сенсационный побег из Уральска определённого в солдаты польского повстанца Винцентия Мигурского (вместе с женой и служанкой), с которым Кожевников был лично знаком.
В 1844 году был награждён орденом Святого Георгия 4-й степени. Далее, после непродолжительного пребывания на службе в Санкт-Петербурге, перешёл на гражданскую службу и в 1846—1854 годах был губернатором Саратовской губернии, в чине действительного статского советника.
В память о своём казачьем прошлом, будучи губернатором в Саратове, Кожевников имел привычку принимать посетителей, сидя в украшенном золотом и каменьями казачьем седле. В период его правления с 1852 года в Саратове началось мощение улиц, учреждён базар на Сенной площади, воздвигнута Михайло-Архангельская церковь, открыта сберегательная касса при Саратовском приказе общественного призрения. Был награждён орденом Святого Станислава. В бытность Саратовским губернатором находился в сложных и даже враждебных отношениях с губернским предводителем дворянства Бахметевым Н. И., о чём последний писал в своих «Записках и дневнике».
Был знаком и общался с Н. Г. Чернышевским.
После выхода в отставку от переехал сначала в Санкт-Петербург, а затем в Псков, к своему родному брату действительному статскому советнику Андрею Львовичу Кожевникову (бывшему декабристу, участнику Северного тайного общества). Вскоре Матвей Кожевников умер в бедственном положении и стеснённый в средствах.